# Life is beautiful (FLOWの曲)
「Life is beautiful」（ライフ・イズ・ビューティフル）は、FLOWのメジャー5枚目、通算9枚目のシングル。

## 概要
- 前作「GO!!!」から7ヶ月（189日）ぶりのリリース。
- 発売当時、ソニー・ミュージックエンタテインメントが推進していたレーベルゲートCD2が廃止された。そのためこのシングルより、CD-DA盤のみの発売に戻っている。
- 初回特典としてオリジナルステッカーが封入された。
- このシングルから作詞・作曲は本名（フルネームのローマ字表記）で記されている。
- キャッチコピーは、『アルバムリリース後の第一弾シングルは、NEW TASTEな秋らしい沁みる一曲に！』

## 収録曲
1. Life is beautiful (4:26)
作詞：KOHSHI ASAKAWA　作曲：TAKESHI ASAKAWA　編曲：FLOW&Seiji Kameda
  - テレビ朝日系『Matthew's Best Hit TV』12代目エンディングテーマ
  - ライブでは、半音下げられて演奏されることがある。
2. Fiesta (3:07)
作詞：KOHSHI ASAKAWA　作曲：KOHTARO GOTO　編曲：FLOW
3. VISION (2:07)
作曲：TAKESHI ASAKAWA　編曲：TAKESHI ASAKAWA,Takahiro Iida
  - EXTRA TRACK扱い。
  - ライブのオープニングを想定して作曲されたインストナンバー[1]。
  - ライブシリーズ「アニメ縛り」のオープニングSEとして、『NARUTO -ナルト-』『コードギアス』『エウレカセブン』などのアニメのキャラクターボイスを追加した編集版が使用。

## 収録アルバム
- 『Golden Coast』（#1）
- 『FLOW THE BEST』（#1）
- 『カップリングコレクション』（#2）